# Bahnhof Sosnowiec Główny

Der Bahnhof Sosnowiec Główny (deutsch: Hauptbahnhof Sosnowitz) ist der größte Bahnhof der Stadt Sosnowiec in Polen. Er ist neben dem Bahnhof Katowice der wichtigste Bahnhof in der Woiwodschaft Schlesien. Das Empfangsgebäude aus den Jahren 1859 und 1915 steht unter Denkmalschutz.

## Geschichte
Mit dem Bau der Warschau-Wiener Eisenbahn wurde bei Sosnowiec, damals Sosnowice in Kongresspolen, der Grenzbahnhof Granica (später Sosnowiec Maczki) erbaut. Im April 1848 konnte die Verbindung nach Warschau und im September des Jahres die nach Wien eingeweiht werden. Der Bahnhof befand sich etwa zehn Kilometer östlich der Stadt in der Nähe der russisch-österreichischen Grenze. Die erste Fernbahn des russischen Reichs wurde auf europäischer Normalspur betrieben.
Im Jahr 1859 wurde die direkte Verbindung von Sosnowice nach Kattowitz im preußischen Bahnnetz hergestellt. Das Bahnhofsgebäude im klassizistischen Stil wurde innenstadtnah 1859 erbaut und im Jahr 1915 erweitert. Der Architekt war Enrico Marconi. Das Bauwerk an der ulica 3 Maja wurde 1999 unter Schutz gestellt und mit der Nummer 730672 in die polnische Denkmalliste eingetragen.
Mit der heutigen Strecke 062 Tunel–Sosnowiec erfolgte im September 1887 der Lückenschluss nach Przysieka an der Strecke Iwangorod–Radom–Dombrowa. Im 20. Jahrhundert erfuhr der Bahnhof einige Umbenennungen: 1901 in Sosnowiec (wie auch die Stadt), 1918 in Sosnowiec Warszawski, 1931–1950 in Sosnowiec Północny. In den Besatzungszeiten der Weltkriege stand er als Sosnowice Warschauer Bahnhof und Sosnowitz Nord in den Kursbüchern.

## Galerie

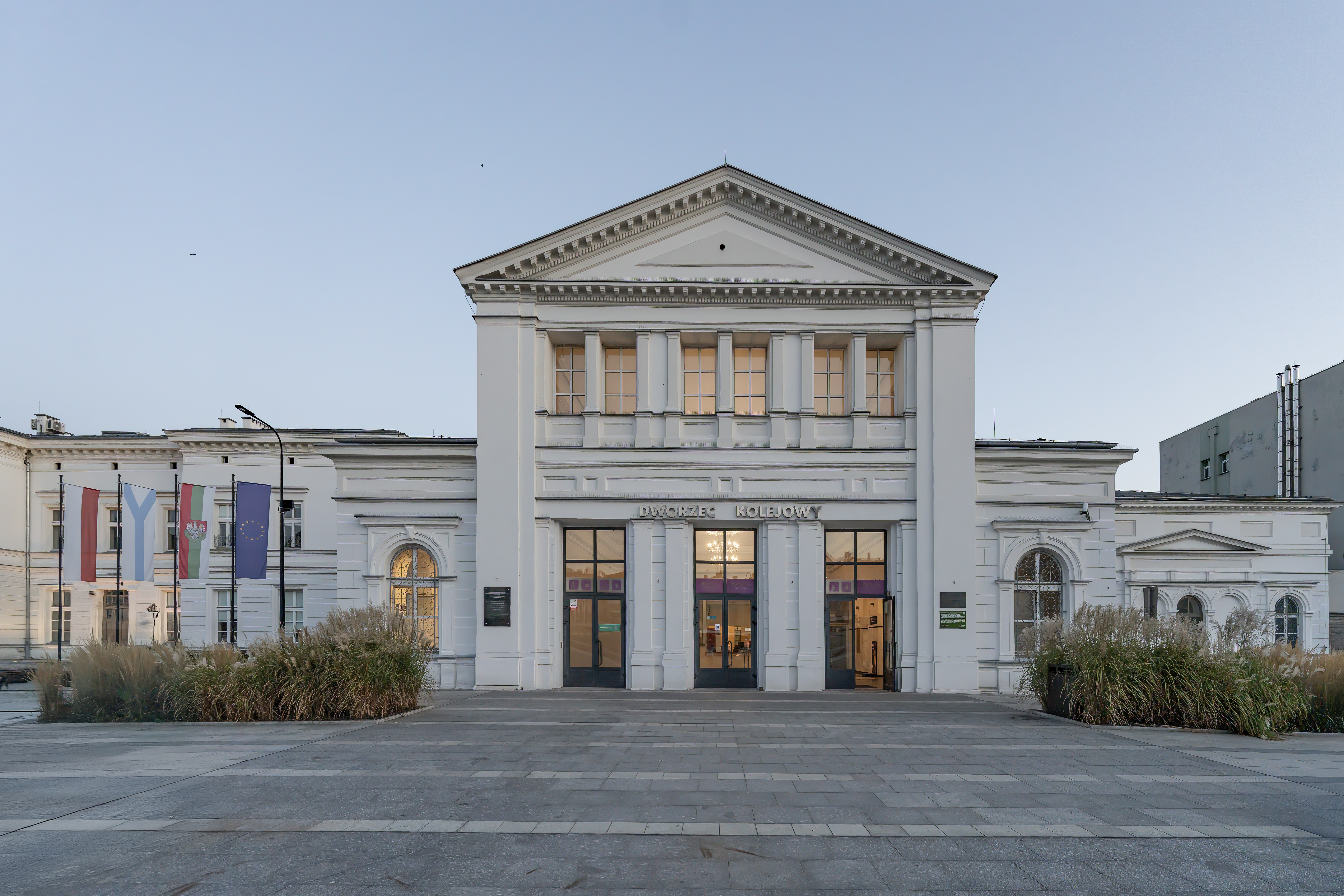
Haupteingang
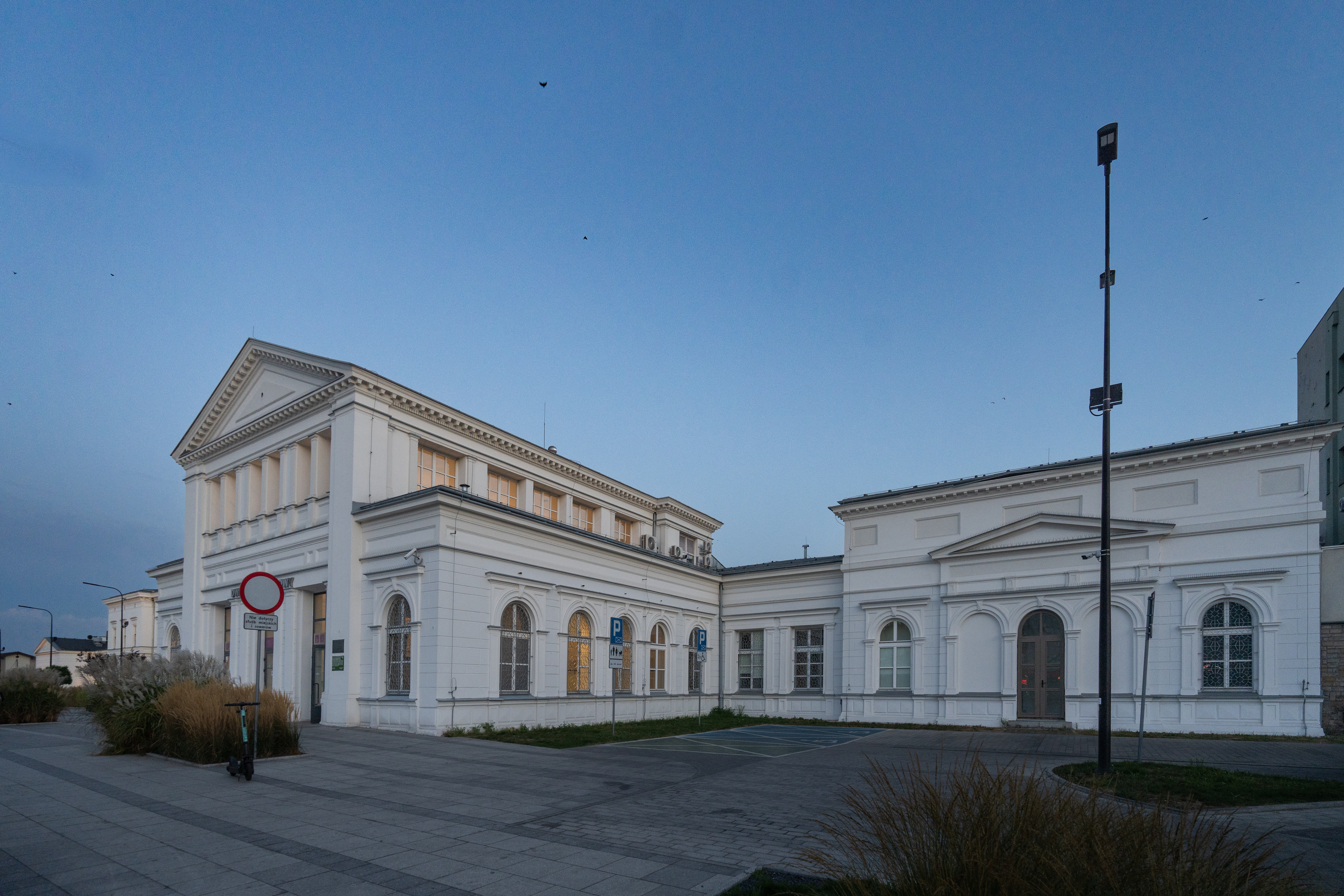
Seitenflügel
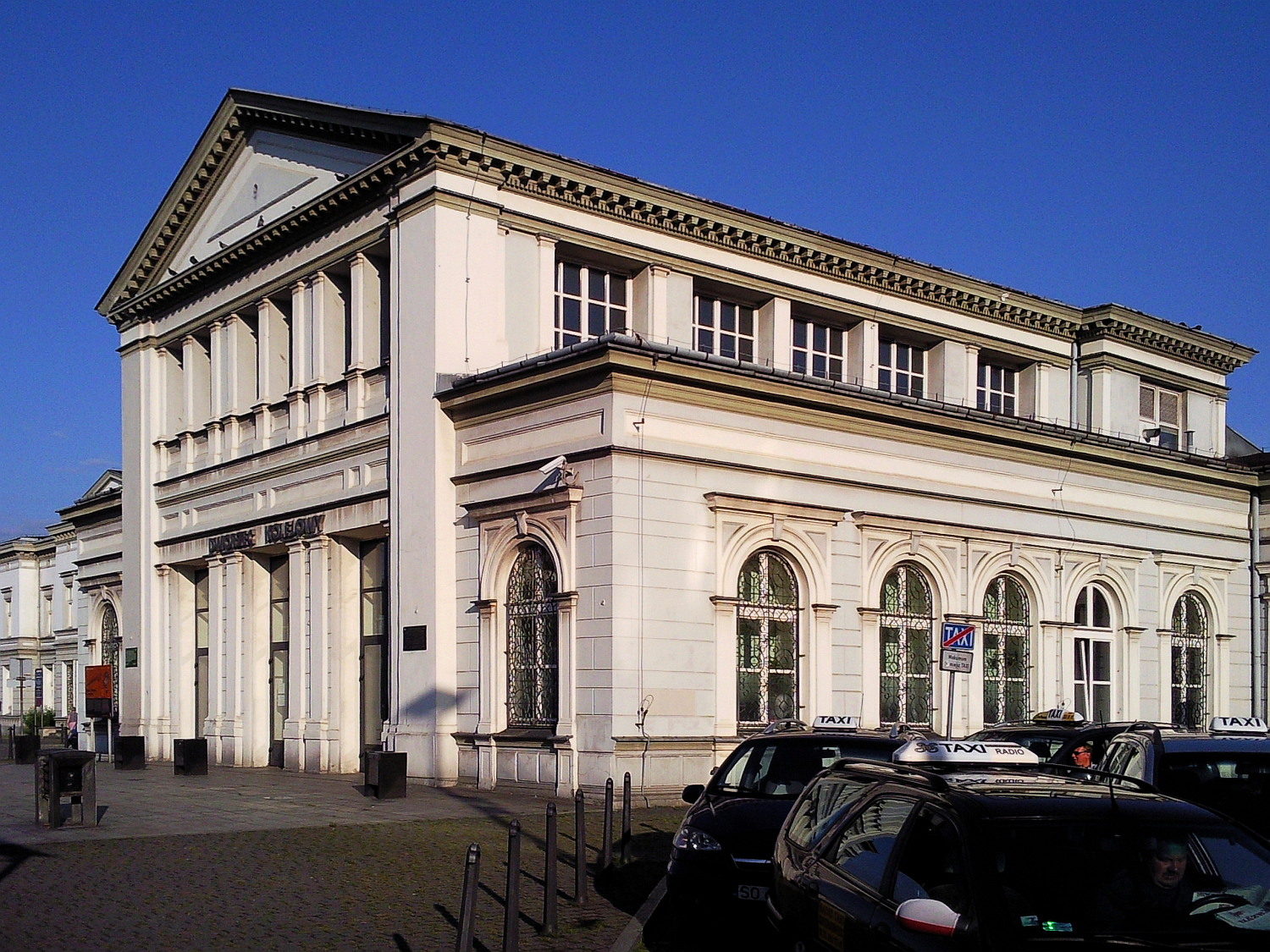
Seitenflügel
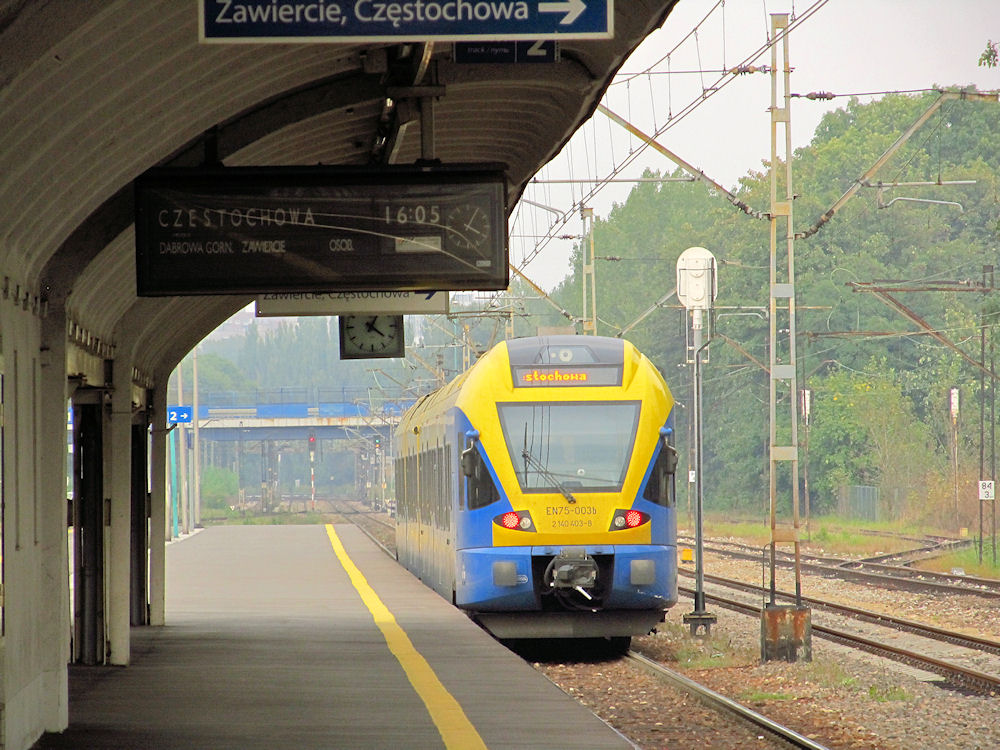
Regionalzug in Sosnowiec
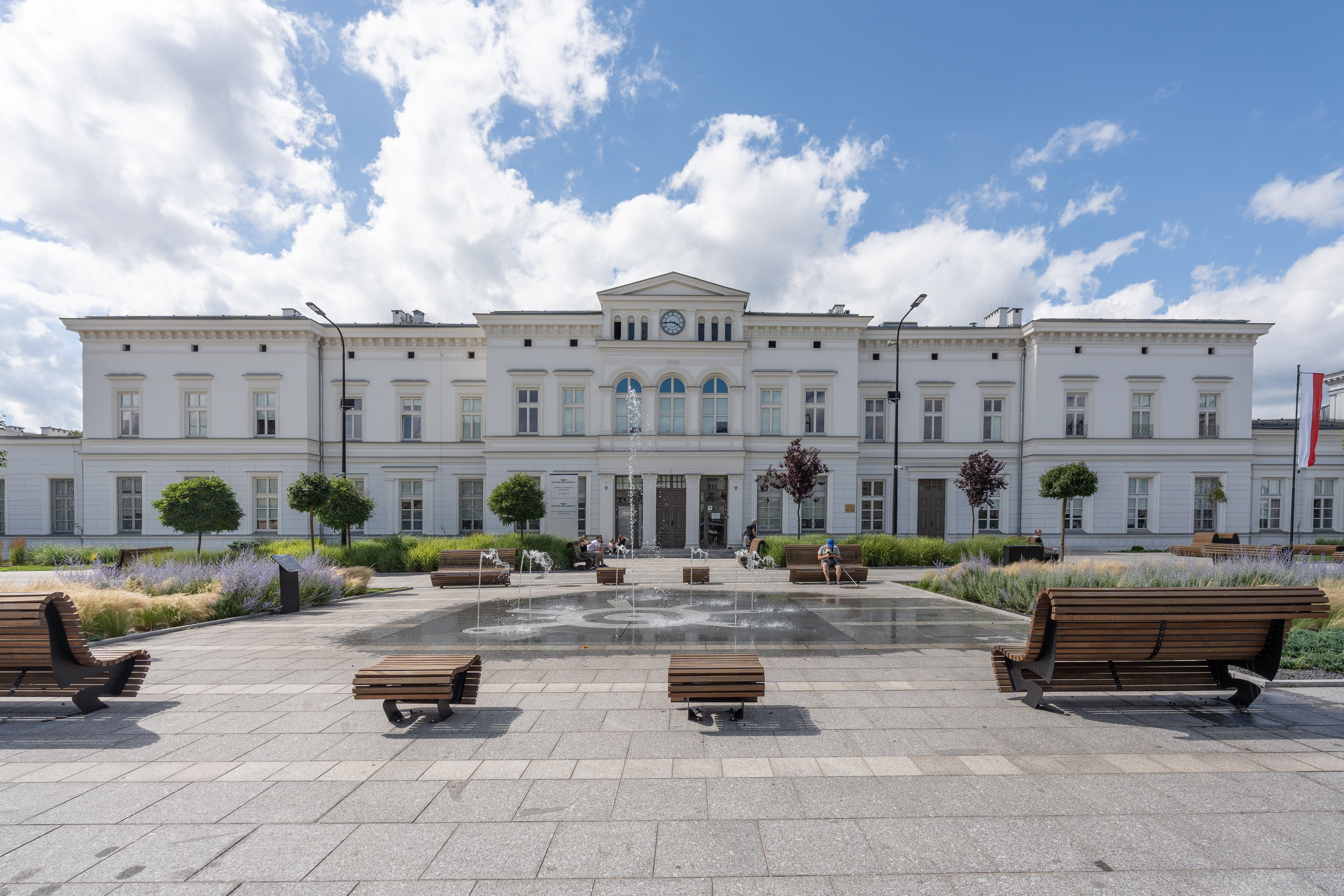
Der westliche Teil des Gebäudes
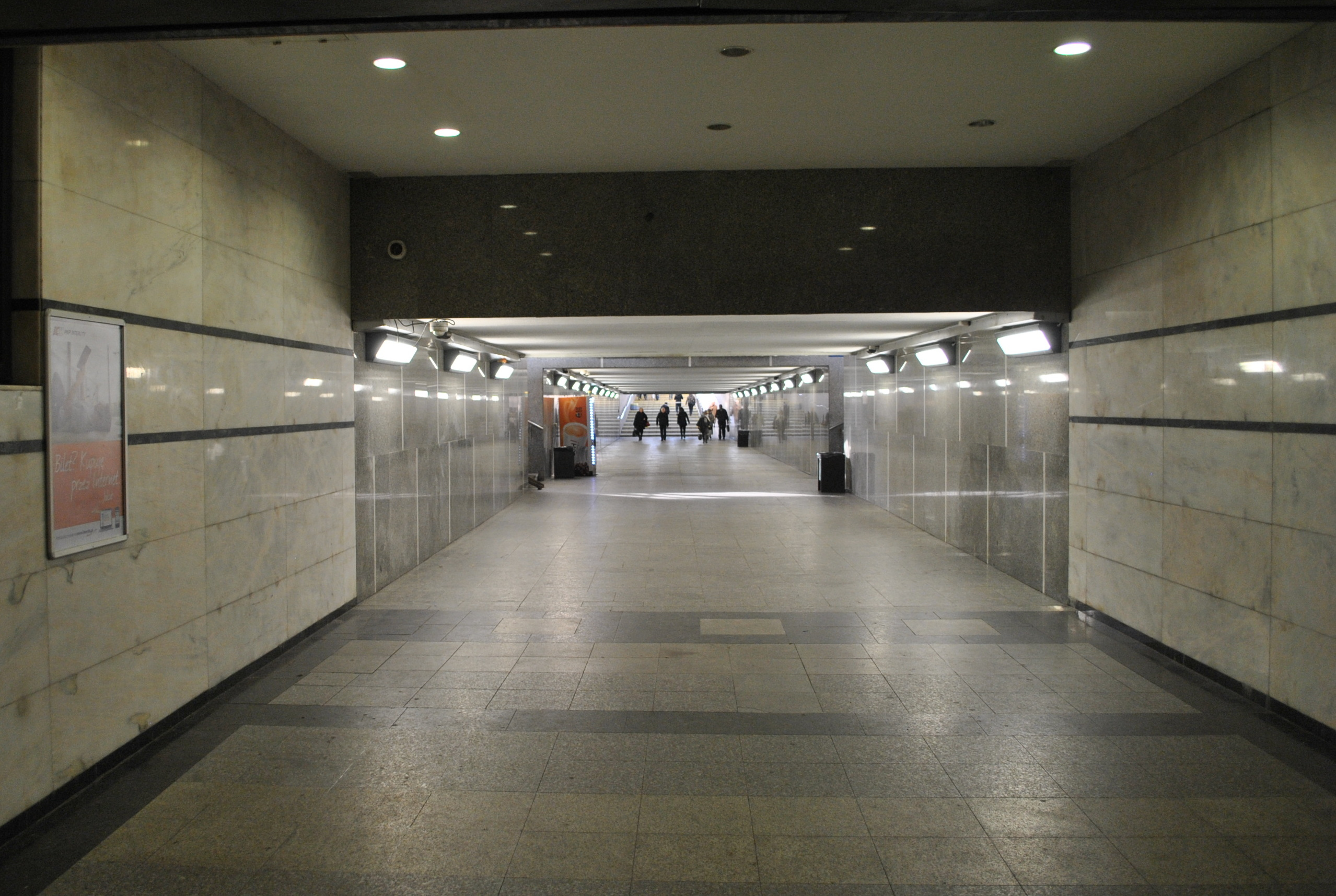
Modernisierte Unterführung (2014)